# نکوهش

صندوق پست به شکل دهان شیر برای سرزنش‌های پنهانی در قصر دوک در ونیز روی صندوق نوشته: سرزنش پنهان بر هر آنکه نعمت‌ها و کمک‌ها را دریغ کند یا آنها را برای پنهان کردن درآمد راستین خود، تبانی کند.

نکوهش به معنی سرزنش یک نفر در میان جمع، به یک کار آشکارا نادرست با هدف جلب توجه جمع به آن فرد است.